# Pierre-Joseph van Beneden
Pierre-Joseph van Beneden (19 de desembre de 1809 - 8 de gener de 1894) va ser un zoòleg i paleontòleg belga.

## Biografia
Nascut a Malines, Bèlgica, va estudiar medicina a la Universitat Estatal de Lovaina, i va estudiar zoologia a París amb Georges Cuvier (1769–1832). El 1831 esdevingué conservador del museu d'història natural de Lovaina, i des de 1836 fins a 1894 fou professor de zoologia a la Universitat Catòlica de Lovaina. L'any 1842 esdevingué membre de l'Académie des sciences de Belgique, esdevenint-ne president el 1881. El 1875 es va convertir en membre estranger de la Royal Society de Londres i el 1884 company honorari de la Royal Society d'Edimburg.
El 1843 va establir un dels primers laboratoris i aquaris marins del món.
Va ser el pare del biòleg Edouard van Beneden (1846–1910). Pierre-Joseph van Beneden va morir a Lovaina, Bèlgica.

## Treball
Van Beneden va ser un especialista en el camp de la parasitologia, sent conegut pels seus estudis exhaustius sobre el desenvolupament, la transformació i la vida dels cucs paràsits. El 1858 un tractat sobre aquest tema va guanyar el Grand prix des sciences physiques de l'Institut de França. Va ser publicat a la "Sèrie Científica Internacional" (1875), sota el títol Les commensaux et les parasites dans le règne animal, i va ser traduït a l'anglès i a l'alemany.
Va fer una àmplia investigació en biologia marina i el 1843 va establir un aquari i un laboratori marí a Oostende.
Amb el zoòleg francès Paul Gervais (1816–1879), va publicar una important obra sobre cetacis extints i vius titulada Ostéographie des Cétacés, vivants et fossiles. El seu interès per aquesta qüestió havia començat durant les excavacions que van fer necessàries per la fortificació d'Anvers, quan un nombre d'ossos de balenes fòssils van ser exposats a la vista. Els seus articles sobre les espècies extingides trobades prop d'Anvers es van publicar als Annales du musée royal d'histoire naturelle de Brucelles, i amb ells es va incorporar una descripció dels segells fòssils que es van descobrir a la mateixa zona.

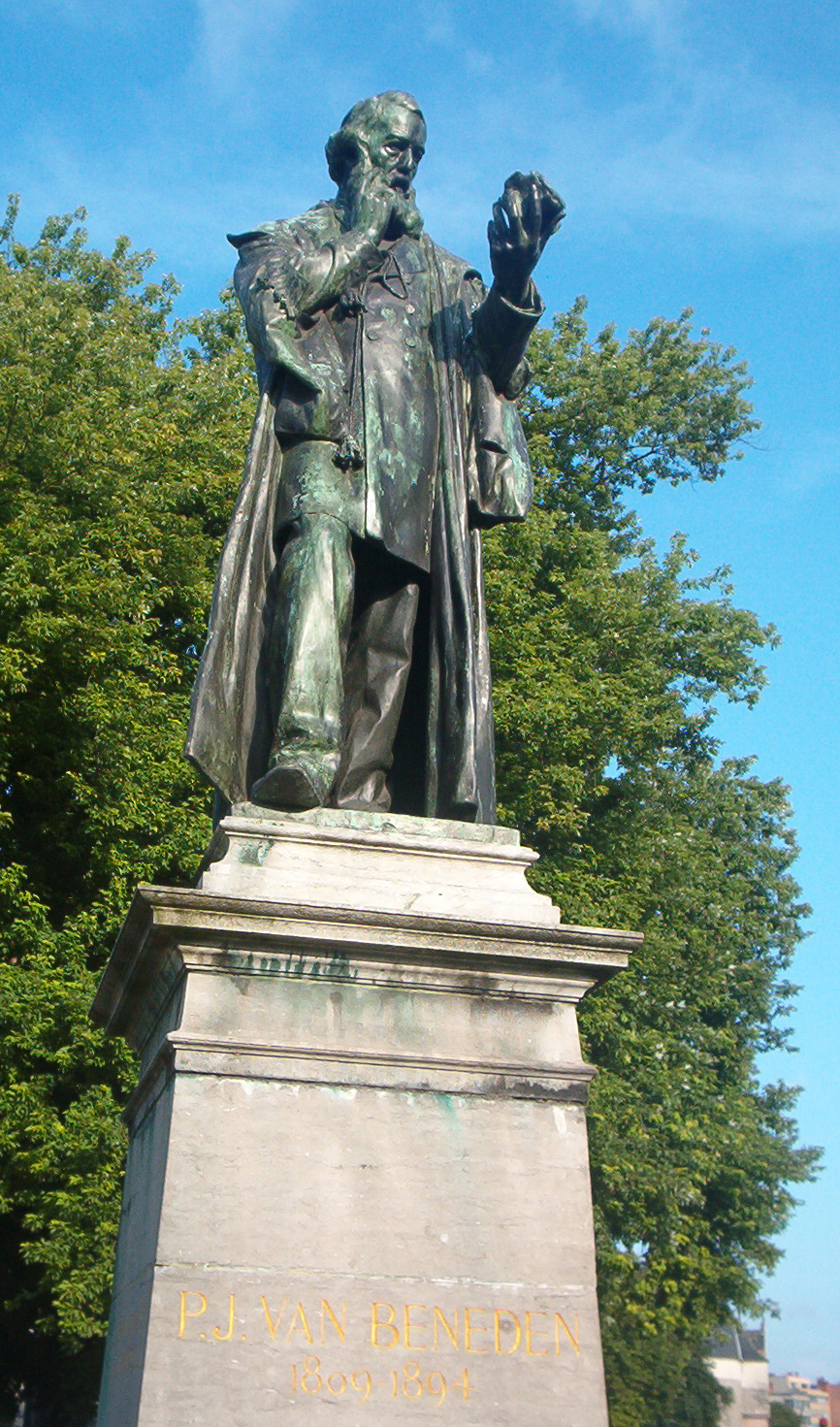
Pierre-Joseph van Beneden (estàtua a Malines)

Va introduir el terme mutualisme el 1876.

## Llibres
Una selecció de llibres de Pierre-Joseph van Beneden amb text complet disponible.
- Animal paràsits i comensalistes (1876). Text complet disponible a Archive.org
- Histoire naturelle des balénoptères (1888). Text complet disponible a Archive.org
- Mémoire sur les vers intestinaux (1858). Text complet disponible a Archive.org
- Recherches sur la faune littorale de Belgique: crustacés (1861). Text complet disponible a Archive.org
- Les poissons des côtes de Belgique, leurs parasites et leurs commensaux. Text complet disponible a Archive.org
- Histoire naturelle des cétacés des mers d'Europe (1889). Text complet disponible a Archive.org

## Distincions
Van Beneden va assistir a la celebració del tricentenari de la Universitat d'Edimburg, i hi va rebre un LLD. Va ser membre estranger de la Royal Society i també de les societats linnes, geològiques i zoològiques de Londres. Va ser president de la Reial Acadèmia Belga el 1881, i va ser nomenat Gran Oficial de l'Orde de Leopold amb motiu del seu jubilació. Va ser elegit membre d'honor estranger de l'Acadèmia Americana de les Arts i les Ciències el 1886. Es va convertir en membre estranger de la Reial Acadèmia d'Arts i Ciències dels Països Baixos el 1859. Va morir a Lovaina als 84 anys el 8 de gener de 1894. Sempre va ser un devot catòlic i, com diu particularment l'escriptor del seu obituari per a la Royal Society, sempre va mostrar "la més àmplia tolerància per a les opinions dels altres".
El peix carbonífer extingit Benedenius porta el seu nom, l'espècie tipus del qual van Beneden havia descrit inicialment com a Paleoniscus deneensis.

## Altres fonts
- Brice Poreau, Biologia i complexitat: histoire et modèles du commensalisme. Tesi, basada en gran part en el treball de Pierre-Joseph Van Beneden. Thèse d'université, Université Lyon 1, França, 4 de juliol de 2014.PDF, 351 pàgines (en francès amb resum en anglès)